# Championnat NCAA masculin de basket-ball 2002
Navigation
2001 2003
Le championnat NCAA de basket-ball 2002 a réuni 65 équipes NCAA dans un tournoi du 12 mars 2002 au 1er avril 2002. Le Final Four s'est déroulé du 30 mars au 1 avril 2002 dans le Georgia Dome d'Atlanta et a été remporté par les Terrapins de l'université du Maryland. Juan Dixon, l'arrière des Terrapins, a été élu Most Outstanding Player du tournoi.

## Final Four
|  | Demi-finales | Demi-finales |          |    | Finale    | Finale    |
|  | Demi-finales | Demi-finales |          |    | Finale    | Finale    |
|  |              |              |          |    |           |           |
|  | 30 mars      | 30 mars      |          |    | 1er avril | 1er avril |
|  | 30 mars      | 30 mars      |          |    | 1er avril | 1er avril |
|  | Maryland     | 97           |          |    | 1er avril | 1er avril |
|  | Maryland     | 97           |          |    | 1er avril | 1er avril |
|  | Kansas       | 88           |          |    | 1er avril | 1er avril |
|  | Kansas       | 88           | Maryland | 64 |           |           |
|  | 30 mars      |              | Maryland | 64 |           |           |
|  |              | Indiana      | 52       |    |           |           |
|  | Indiana      | Indiana      | 52       | 73 |           |           |
|  | Indiana      |              |          | 73 |           |           |
|  | Oklahoma     | 64           |          |    |           |           |
|  | Oklahoma     | 64           |          |    |           |           |